# Petite rivière Niagarette
Petite rivière Niagarette är ett vattendrag i Kanada.   Det ligger i provinsen Québec, i den sydöstra delen av landet, 300 km nordost om huvudstaden Ottawa.
I omgivningarna runt Petite rivière Niagarette växer i huvudsak blandskog. Runt Petite rivière Niagarette är det ganska glesbefolkat, med 26 invånare per kvadratkilometer.